# Вольнов, Олег Викторович
Оле́г Ви́кторович Вольно́в (род. 24 января 1957, Тимишоара) — деятель советского и российского телевидения, заместитель генерального директора по общественно-политическому вещанию АО «Первый канал».

## Биография
Олег Вольнов родился 24 января 1957 года в городе Тимишоара (Румыния). В 1979 г. окончил отделение журналистики Дальневосточного государственного университета (Владивосток). После окончания университета работал редактором в газете Министерства морского флота «Советский моряк».
В 1981—1987 годах — редактор отдела выпуска новостей Всесоюзного радио (работал с Юрием Левитаном над созданием цикла передач к 40-летию Победы в Великой Отечественной войне).
С 1987 г. работал редактором, специальным корреспондентом, комментатором Центрального телевидения, был автором и ведущим социально-политических программ «Ступени», «Для всех и для каждого», «Прожектор перестройки», «Азбука собственника» и других.
Начиная с 1995 года и по сей день работает на ОРТ (с сентября 2002 года — «Первый канал»). Изначально занимал должность руководителя отдела концептуального развития ОРТ. С сентября 1995 по сентябрь 2002 года являлся продюсером службы общественно-политического вещания, после преобразования — директором Дирекции общественно-политического вещания телеканала. Параллельно в 1999—2000 годах был куратором музыкального вещания ОРТ.
В сентябре 2002 года назначен заместителем генерального директора «Первого канала» по общественно-политическому вещанию (курирует дирекции общественно-политических программ, научно-популярных программ, документального кино). Активно участвует в развитии научно-популярного кино на «Первом канале», под его руководством создавались и выходили в эфир такие телепроекты, как «Искатели», «Ударная сила», «Теория невероятности», «Гении и злодеи», «Здоровье», а также сотни документальных фильмов на разные темы.
В 2002—2005 годах участвовал в создании научно-просветительского канала «Новый день», выходившего на «Первом канале» в дневном и ночном эфире.
Продюсер нашумевшего документального фильма «Плесень», вышедшего в феврале 2009 года на «Первом канале», а также четырёхсерийного документального-художественного фильма «Битва за космос», созданного Первым каналом совместно с BBC, National Geographic (США) и немецкой компанией Norddeutscher Rundfunk.
Один из инициаторов и организаторов акций «Первого канала»: «Первый в армии», премий «Призвание», присуждаемой лучшим врачам России, и «Лучший учитель года России». Являлся председателем и членом жюри нескольких российских и международных конкурсов телевидения и кино.
C 2004 года — член Академии Российского телевидения. Участвовал в организации и проведении нескольких предвыборных кампаний в Государственную Думу РФ (1995, 1999, 2003), а также Президента РФ (1996, 2000, 2004).
Входит в состав Общественного совета при Следственном комитете Российской Федерации.
15 января 2023 года, на фоне вторжения России на Украину, был внесён в санкционный список Украины.

## Награды
- Орден Почёта (27 ноября 2006 года) — за большой вклад в развитие отечественного телерадиовещания и многолетнюю плодотворную деятельность[15].
- Медаль ордена «За заслуги перед Отечеством» II степени (16 ноября 2011 года) — за большие заслуги в развитии отечественного телерадиовещания и многолетнюю плодотворную деятельность[16].
- Государственная премия Российской Федерации в области литературы и искусства.

## Семья
Женат. Имеет трех дочерей от разных браков. Есть внуки.